# MotoGP 09/10
MotoGP 09/10 è un videogioco di corse, sviluppato da Monumental Games e parte della serie MotoGP. È stato rilasciato per Xbox 360 e PlayStation 3 ed è basato sul Motomondiale 2009.